# We Are (альбом I-dle)
We are — восьмой мини-альбом корейской гёрл-группы I-dle. Альбом был выпущен компанией Cube Entertainment 19 мая 2025 года и содержит шесть треков, включая пре‑релиз «Girlfriend» и главный трек «Good Thing».

## Предпосылки и релиз
Вечером 1 мая группа объявила о переименовании из (G)I‑dle в I‑dle, а также анонсировала даты выхода двух новых альбомов — 2 и 19 мая. Первый из них, We are i‑dle, был выпущен 2 мая и состоял из перезаписанных версий старых песен, выпущенных до 2022 года. Второй альбом получил название We are и содержит полностью новые релизы. 8 мая был опубликован клип на предварительный трек «Girlfriend». Альбом We are и музыкальное видео для песни «Good Thing» вышли 19 мая. В клипе показаны драки между участницами и разбитый автомобиль марки Porsche. Из-за таких сцен в музыкальном видео появилось предупреждение о том, что чувствительным людям не рекомендуется его смотреть.

## Список композиций
Это первый мини‑альбом группы, в создании которого приняли участие все пять участниц. Шухуа, макнэ группы, впервые стала автором лирики, написав текст для «If you want».
| №                   | Название                   | Текст песни         | Музыка                                                          | Аранжировка                                                                        | Длительность |
| ------------------- | -------------------------- | ------------------- | --------------------------------------------------------------- | ---------------------------------------------------------------------------------- | ------------ |
| 1.                  | «Good Thing»               | Соён                | Соён Pop Time Daily Likey                                       | Соён Pop Time Daily Likey                                                          | 2:53         |
| 2.                  | «Girlfriend»               | Соён                | Соён Pop Time Daily Likey                                       | Соён Pop Time Daily Likey                                                          | 2:43         |
| 3.                  | «Love Tease»               | Юци Siixk Jun       | Юци Taneisha Jackson Chelsea Warner Charlotte Wilson Isa Guerra | Siixk Jun Taneisha Jackson Chelsea Warner Charlotte Wilson Isa Guerra Ciara Muscat | 2:26         |
| 4.                  | «Chain»                    | Минни               | Минни BreadBeat CA$HCOW B.O                                     | BreadBeat CA$HCOW                                                                  | 3:09         |
| 5.                  | «Unstoppable»              | Миён                | Миён minGtion Anne Judith Wik DANA                              | minGtion                                                                           | 2:50         |
| 6.                  | «그래도 돼요(If you Want)» | Шухуа               | Song Yeon Yu Hyun Jin Kang                                      | Song Yeon Yu Hyun Jin Kang                                                         | 3:02         |
| Общая длительность: | Общая длительность:        | Общая длительность: | Общая длительность:                                             | Общая длительность:                                                                | 16:44        |

## Чарты
| Чарт (2025)                                  | Высшая позиция |
| -------------------------------------------- | -------------- |
| Шотландия (Scottish Albums Chart)            | 72             |
| Республика Корея (Circle)                    | 2              |
| UK Albums Sales (OCC)                        | 86             |
| Великобритания (UK Independent Albums Chart) | 27             |
| US Top Albums Sales (Billboard)              | 35             |
| US World Albums (Billboard)                  | 10             |